# Rincón del Obispo
Rincón del Obispo es una pedanía del municipio de Coria, en la provincia de Cáceres, comunidad autónoma de Extremadura, España. Fue fundada entre los años 1960 y 1968 como poblado de colonización dentro del plan de regadío de las vegas del río Alagón.

## Geografía física
Rincón del Obispo está junto a la margen izquierda del río Alagón. En el aspecto correspondiente a la naturaleza, hay que destacar los numerosos bosques de rivera que delimitan esta población pedánea.

## Historia
A pesar de ser de fundación reciente, Rincón del Obispo tiene un gran yacimiento achelense, a las orillas del río Alagón. El término «del Obispo» hace referencia a Manuel Llopis Ivorra, obispo de la diócesis de Coria-Cáceres desde 1950 a 1977.

## Demografía
Los datos de población han sido los siguientes:
- 2002: 358 habitantes
- 2005: 360 habitantes
- 2008: 368 habitantes
- 2011: 369 habitantes
- 2014: 376 habitantes

## Economía
El río Alagón ha condicionado esta pedanía cauriense en crecimiento y desarrollo socioeconómico, ya que tiene unas grandes masas de explotación agraria. Además, hay que sumar las industrias de extracción de áridos asentadas en la margen del río, la industria de la construcción y el sector servicios.

## Transportes
Una carretera local (Camino general nº 6 de la Confederación Hidrográfica del Tajo) une el pueblo con la carretera autonómica EX-109.

## Servicios públicos

### Educación
En el pueblo hay un colegio público de educación infantil y primaria, el CEIP San José Obrero.

### Sanidad
Cuenta con un consultorio local en la plaza de España.

## Patrimonio
La iglesia parroquial católica está bajo la advocación de San José Obrero, que depende eclesiásticamente de  la diócesis de Coria-Cáceres.
Dentro del término urbano de Rincón del Obispo se aprecia un fuerte carácter colonial ya que hay numerosos edificios de fachadas encaladas, que le aportan el blanco que lució en su fundación.

## Festividades

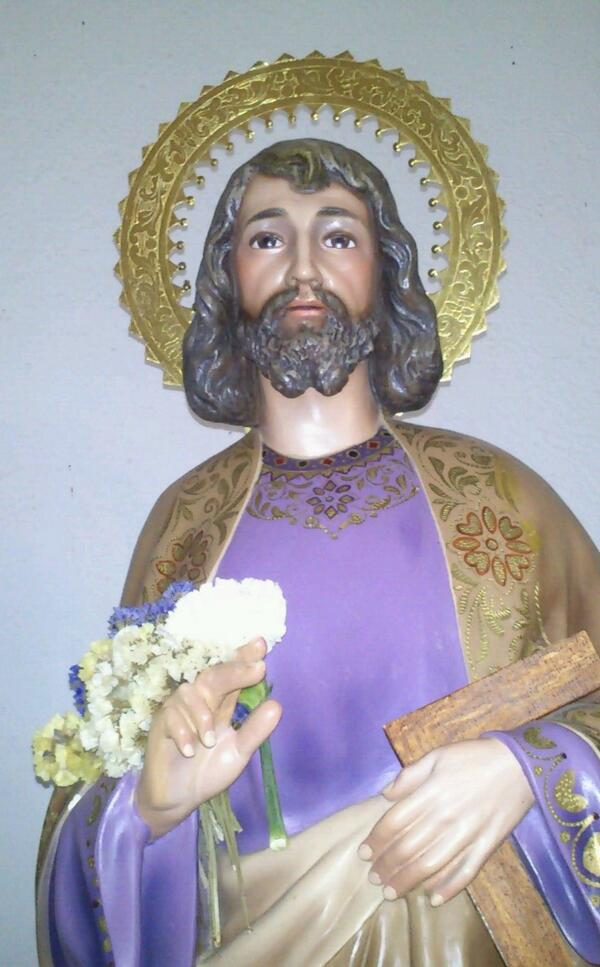
Imagen de San José Obrero de Rincón del Obispo.

- San José Obrero: En esta pedanía se celebran en torno al 1 de mayo las fiestas en honor a San José Obrero. Como es tradición cultural de la zona, las fiestas de advocación a este santo que inspira tanta fe en los habitantes del municipio, gira en torno a la misa del día 1, donde los vecinos sacan sus mejores galas para rendir tributo a su patrón. En torno a este día, las mayordomas de San José ofrecen dulces típicos y ponche, preparados previamente, a la manera popular. Conviene recordar el gran papel de los festejos taurinos donde se lidian, al estilo tradicional, un número variado de ganado taurino, generalmente toros.

Otras festividades y actos son:
- Cabalgata de Reyes: El 5 de enero, por la noche, se celebra una cabalgata en la que los Reyes Magos tiran caramelos desde su carroza a los niños, y no tan niños, de Rincón del Obispo.
- San Sebastián: Celebración popular en torno a las hogueras dedicadas al mismo santo.
- Carnaval: Festividad cultural de toda España, la cual tiene un origen pagano. Actualmente se dedican varios días a esta festividad, que ha arraigado en la sociedad rinconera.
- Festival de las flores: Festival de reciente instauración (2014), que se realiza el último fin de semana de abril, en el cual se difunden valores medioambientales. Este festival consiste en diferentes talleres y un sinfín de guirnaldas floridas colgadas en casas, calles, farolas, árboles, etc.  que hacen que el pueblo esté en su momento más engalanado.
- Romería en honor a san José: Organizada de manera popular. Se celebra el sábado siguiente a la segunda domingo de mayo.
- 24 horas de Fútbol Sala: Actividad deportiva que forma parte del programa de los festejos mayores de Coria, normalmente el fin de semana anterior a las fiestas de San Juan.
- Cine de verano: En el verano de 2014 se comenzó a proyectar películas de «cine de verano» las noches de los miércoles por las distintas calles del pueblo.
- Día de Extremadura: Es el 8 de septiembre, fiesta de la  Virgen de Guadalupe. Festividad de ámbito regional, tímidamente arraigada en la pedanía, ya que sus celebraciones comenzaron en el 2014.
- Semana del terror: Realizada durante la última semana de octubre.
- Chaquitía: El día de Todos los Santos, (1 de noviembre), se lleva a cabo una celebración muy arraigada en toda la comarca, donde se realizan comidas en el campo.
- Semana Cultural: Se celebra durante el mes de noviembre con diferentes actos culturales para diferentes edades, durante una semana.
- Portal viviente: Teatralización, por parte de los vecinos, el domingo de vísperas de Nochebuena, de la Natividad de Jesucristo.